# Ferrovia Galway-Mullingar
La ferrovia Galway–Mullingar è una linea ferroviaria irlandese che ha collegato Galway a Mullingar tra il 1851 e il 1987. Da quell'anno è attivo solamente il tratto tra Galway e Athlone, città servita dalla Westport–Portalington.

## Storia
La linea fu aperta il 1º agosto 1851 ed esercita dalla Midland Great Western Railway (MGWR). Si trattava della prosecuzione della Dublino–Mullingar completata due anni prima dalla MGWR che in seguito la prolungò fino al porto di Sligo.
Passò alla Great Southern Railways (GSR) nel 1924, dopo che quest'impresa ferroviaria ebbe assorbito la MGWR. Nel 1945 entrò a far parte della rete della Córas Iompair Éireann (CIÉ).
Nel 1987 la CIÉ chiuse al servizio passeggeri il tratto tra la stazione di Athlone e quella di Mullingar.

## Caratteristiche
La linea è una ferrovia a binario semplice non elettrificato. Lo scartamento è di 1600 mm che è lo standard delle linee irlandesi.

## Percorso
|  |  | Head station |

|  |  | Unknown route-map component "eHST" |

|  | Unknown route-map component "CONTgq" | Unknown route-map component "ABZg+r" |  |  |

|  |  | Station on track |

|  |  | Unknown route-map component "eABZgl" | Unknown route-map component "exCONTfq" |  |

|  | Unknown route-map component "exCONTgq" | Unknown route-map component "eABZg+r" |  |  |

|  |  | Station on track |

|  |  | Stop on track |

|  |  | Stop on track |

|  |  | Unknown route-map component "ABZg+l" | Unknown route-map component "CONTfq" |  |

|  |  | Unknown route-map component "eBHF" |

|  | Unknown route-map component "STR+l" | Unknown route-map component "xABZgr" |  |  |

|  | Station on track | Unknown route-map component "exSTR" |  |  |

| Unknown route-map component "CONTgq" | One way rightward | Unknown route-map component "exSTR" |  |  |

|  |  | Unknown route-map component "exBHF" |

|  | Unknown route-map component "exCONTgq" | Unknown route-map component "exABZg+r" |  |  |

|  |  | Unknown route-map component "exBHF" |

|  |  | Unknown route-map component "exHST" |

|  |  | Unknown route-map component "KDSTxa" |

|  |  | Unknown route-map component "ABZg+l" | Unknown route-map component "CONTfq" |  |

|  |  | Station on track |

|  |  | Continuation forward |

## Traffico
La linea è percorsa dagli Intercity Galway Ceannt–Dublino Heuston che, raggiunta Athlone, sono instradati in seguito sulla linea per Portalington fino alla connessione con la ferrovia Dublino-Cork per poi giungere fino alla stazione dublinese.